# Operativec
Operatívec (angleško Operative) je sodoben vojaški strokovni izraz, s katerim se označuje pripadnike specialnih sil.
Operativec je počasi, a vztrajno zamenjal starejši izraz specialec, ki ni bil ustrezen.
Operativec je včasih tudi izraz za vohuna.